# Saunajärvi (sjö i Finland, Kajanaland)
Saunajärvi är en sjö i Finland. Den ligger i kommunen Kuhmo i landskapet Kajanaland, i den centrala delen av landet, 500 km nordost om huvudstaden Helsingfors. Saunajärvi ligger 195,4 meter över havet. Den är 11 meter djup. Arean är 9,92 kvadratkilometer och strandlinjen är 40,27 kilometer lång. Sjön  ingår i Uleälvens huvudavrinningsområde. 